# Ampus
 Ampus  (en occitano Empus) es una población y comuna francesa, en la región de Provenza-Alpes-Costa Azul, departamento de Var, en el distrito y cantón de Draguignan.

## Demografía
| 1 006 | 1 010 | 1 059 | 1 122 | 1 245 | 1 243 | 1 250 | 1 216 | 1 162 | 1 156 | 1 197 | 1 089 | 1 078 | 1 065 | 1 008 | 1 009 | 970 | 882 | 856 | 799 | 624 | 645 | 595 | 532 | 485 | 407 | 345 | 389 | 439 | 534 | 622 | 707 | 843 |
| Para los censos de 1962 a 1999 la población legal corresponde a la población sin duplicidades (Fuente: INSEE [Consultar]) |       |       |       |       |       |       |       |       |       |       |       |       |       |       |       |     |     |     |     |     |     |     |     |     |     |     |     |     |     |     |     |     |